# سيسبان كبير الأزهار
السيسبان كبير الأزهار (الاسم العلمي:Sesbania grandiflora) هو نوع من النباتات يتبع جنس السيسبان من الفصيلة البقولية.